# Mario Hassert
Mario Hassert (* 28. Februar 1964 in Querfurt) ist ein deutscher Schauspieler, ehemaliger DJ und Videojockey und Synchronsprecher.

## Werdegang
Hassert arbeitete von 1982 bis 1996 hauptberuflich als DJ und Videojockey, danach begann er als Werbesprecher zu arbeiten. Er wurde anfangs von Helmut Krauss ausgebildet und dann an Henriette Gonnermann weitergegeben, wo er seine Reifeprüfung bestand. Vor seiner Ausbildung als Synchronsprecher im Jahr 2000 war er als Sprecher für Dokumentationen und Reportagen verschiedener Fernsehsender tätig, u. a. Sat.1 (bis 2010 war er auch die Station-Voice), N24, ZDF oder 3sat. 2003 gelang ihm sein Einstieg in die Synchronbranche als Stimme von Jay Underwood im Kinofilm Road to Redemption. Des Weiteren ist er bekannt als die Stimme von Professor Layton.
Als Schauspieler erhielt er seine erste Nebenrolle 2002 in der Fernsehserie Praxis Bülowbogen. Derzeit ist er die Station Voice des rbb.

## Videospiele (Auswahl)
- 2002: als Blarg in Ratchet & Clank
- 2003: als Scree in Primal
- 2004: als Coach Rick Irving in DTM Race Driver 2
- 2004: als Thrall in World of Warcraft
- 2006: als Baurus u. a. in The Elder Scrolls IV: Oblivion
- 2008: als Gordon in Fable II
- 2009: als Rico in Killzone 2
- 2009: als Lord Richard Northburgh in Anno 1404
- 2009: als Captain James Cutter in Halo Wars
- 2010: als Woods in Call of Duty: Black Ops
- 2010: als Brad Silver/Sam Walker in Heavy Rain
- 2010: als Moderator in Skate 3
- 2010: als Carl Stucky und Night Springs Erzähler in Alan Wake
- 2010: als Dean in Fallout: New Vegas
- 2011: als Rico in Killzone 3
- 2011: als Father in Anno 2070
- 2011: als Cyril in RIFT
- 2011: als General Victor Sarrano in Bulletstorm
- 2012: als Frank Woods in Call of Duty: Black Ops II
- 2012: als Nachrichtensprecher USTV in Infamous: First Light
- 2013: als Patrol Cop in Need for Speed: Rivals
- 2013: als Ansager in der Arena in Ryse: Son of Rome
- 2014: als Marshal Waits in Alien: Isolation
- 2014: als Der Administrator in The Evil Within
- 2014: als Victor/Hugo in Assassin’s Creed Unity
- 2015: als Thrall in Heroes of the Storm
- 2015: als Firefly/Garfield Lynns in Batman: Arkham Knight
- 2015: als Bruderschafts-Ritter in Fallout 4
- 2016: als Daud in Dishonored 2: Das Vermächtnis der Maske
- 2017: als Ratbag in Mittelerde: Schatten des Krieges
- 2017: als Der Administrator in The Evil Within 2
- 2019: als Robert Kendo in Resident Evil 2
- 2019: als Balex in Borderlands 3
- 2020: als Robert Kendo in Resident Evil 3
- 2020: als Baumeister in Assassin’s Creed Valhalla
- 2020: als Viktor Vektor in Cyberpunk 2077
- 2022: als Luke Skywalker in Lego Star Wars: Die Skywalker Saga
- 2025: als Wache in Kingdom Come: Deliverance II